# Hydrobiosella brevis
Hydrobiosella brevis là một loài Trichoptera trong họ Philopotamidae. Chúng phân bố ở miền Australasia.